# Junebro Spånaskfabrik
Junebro spånaskfabrik var en fabrik i Jönköping som tillverkade tändsticksaskar.
Carl Fredrik Wennberg hade 1877 grundat Barnarps fabriker, med bland annat en fabrik för tillverkning av tändsticksaskar i Barnarp strax söder om Jönköping. År 1881 grundade han också Jönköpings Westra Tändsticksfabrik vid Myntgatan i Jönköping. Han sålde tändsticksfabriken omkring 1891 och grundade därefter Junebro spånaskfabrik, som låg vid Åsenvägen. Han avled 1899, men tillverkningen fortsatte, från 1907 under namnet Junebro AB.
År 1910 började företaget också tillverka tändstickor. Jönköpings och Vulcans Tändsticksfabriks AB köpte Junebro 1913 och utökade produktionen. Fabriken hade som mest 400 arbetare. Den drevs till 1924, varefter den lades ner.
Fabrikslokalerna övertogs av Junex textilfabrik 1927.